# Tomohiro Katanosaka
Tomohiro Katanosaka (片野坂 知宏?, Katanosaka Tomohiro; Prefettura di Kagoshima, 18 aprile 1971) è un allenatore di calcio ed ex calciatore giapponese, di ruolo difensore, tecnico dell'Oita Trinita.